# Po Klan Thu
Po Klan Thu (? - 1828) là lãnh tụ của tiểu quốc Panduranga từ 1822 đến 1828.

## Tiểu sử
Chính trường Panduranga dưới triều Minh Mệnh hết sức rối ren. Năm 1822, Po Saong Nyung Ceng (người được đưa lên ngôi vì góp công phò vua Gia Long phục quốc) mất, Lê Văn Duyệt đề nghị cho con trai ông là Cei Phaok The kế nghiệp, nhưng Minh Mệnh muốn lập Bait Lan là một người thân cận với mình hơn. Thừa dịp triều đình Huế bất đồng về việc chọn tân vương Panduranga, Ja Lidong nổi dậy và tôn lập Po Klan Thu (Nam sử gọi là Nguyễn Văn Vĩnh / 阮文永). Triều đình Huế phái quân thứ đi đánh dẹp và bắt được Po Klan Thu đem về giam lỏng tại kinh đô, Ja Lidong dựa vào địa hình phức tạp của Thuận Thành trấn để quấy nhiễu quân đồn trú. Bất đắc dĩ Minh Mệnh công nhận Po Klan Thu là lãnh tụ Panduranga và ban cho ấn đồng Quản lý Thuận Thành quan phòng (管理順城關防之印), nhưng yêu cầu ông phải trừng trị phiến quân Ja Lidong. Năm 1826, lại có Kai Nduai Bait xách động một cuộc bạo loạn chống chính phủ Panduranga, nhưng chóng bị dẹp. Đến năm 1828, tin Po Klan Thu mất được loan truyền từ Thuận Thành, trong khi Minh Mệnh chưa kịp quyết thì Lê Văn Duyệt mau chóng đưa Cei Phaok The lên ngôi với vương hiệu Po Phaok The, đồng thời phong phó vương cho Cei Dhar Kaok.